# Chloracné
 Mise en garde médicale
La chloracné ou « acné chlorique » est un trouble rare de la peau semblable à l'acné, causée par une exposition à des agents chlorés (tels que les dioxines ou certaines molécules chlorées et/ou benzéniques notamment présentes dans certains pesticides et biocides).

## Causes
Habituellement la chloracné résulte d'un contact direct de produits chloracnégènes avec la peau, mais ingestion et inhalation sont parfois impliquées.
Les chloracnégènes sont liposolubles, cela implique qu'ils persistent dans les graisses du corps pendant une longue période après l'exposition.
La chloracné est une inflammation résultant de cette persistance et des propriétés chimiques intrinsèques du produit chimique toxique.

## Cas notables

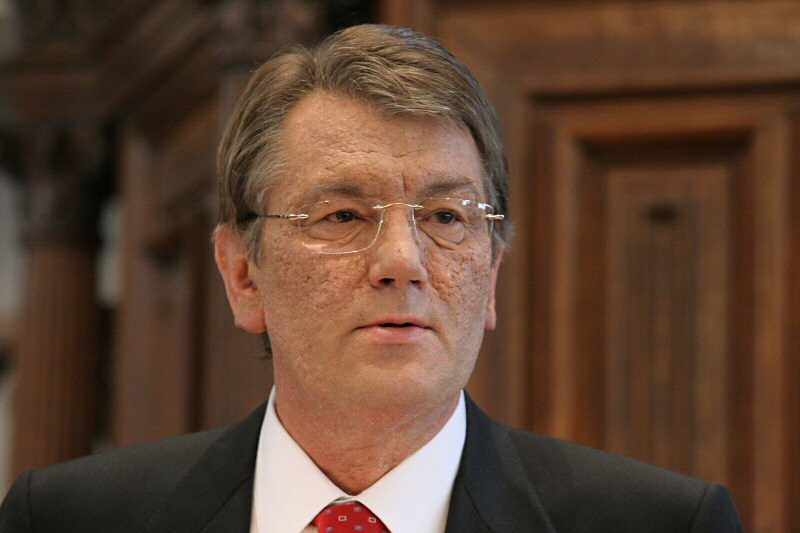
Exemple de défiguration de l'ancien président ukrainien Viktor louchtenko après son empoisonnement

L'ancien président ukrainien Viktor Iouchtchenko aurait été atteint de ce trouble à la suite d'un empoisonnement à la dioxine, ce dont témoignerait la défiguration mineure qu'on lui connaît.
Après l'accident chimique de Seveso, en Italie, de nombreux cas de chloracné ont été répertoriés.
En 1968, près de 2 000 personnes dans le Nord de Kyûshû, au Japon sont atteintes de chloracné, parmi d'autres symptômes, dans le cadre de la maladie de Yushō.